# Compton Verney
Pour les articles homonymes, voir Compton.
Compton Verney est un village et une paroisse civile du Warwickshire, en Angleterre. Il est situé dans l'est du comté, à une quinzaine de kilomètres à l'est de la ville de Warwick. Administrativement, il relève du district de Stratford-on-Avon.

## Toponymie
Compton est un nom d'origine vieil-anglaise très répandu en Angleterre. Il désigne une ferme ou un village (tūn) situé dans une vallée (cumb). L'élément Verney fait allusion à la famille Verney, qui détient le manoir à partir du milieu du XVe siècle.

## Histoire
Le Domesday Book indique qu'en 1066, le manoir de Compton appartient au baron anglo-normand Robert de Meulan. Le village compte alors 48 habitants et sa valeur annuelle est estimée à 6 livres, contre 5 livres vingt ans plus tôt, juste avant la conquête normande de 1066. À l'époque, le manoir appartenait à deux individus nommés Kentwin et Wulfward.
À la mort de Robert de Meulan, son frère cadet Henri de Beaumont hérite de ses propriétés, dont le manoir de Compton. Il se transmet ensuite parmi ses héritiers, les comtes de Warwick. Son fils Roger de Beaumont confie Compton à un certain Robert Murdac, dont les descendants occupent le manoir (alors appelé « Compton Murdac ») pendant deux siècles. En 1370, Thomas Murdac le remet à Alice Perrers, la maîtresse du roi Édouard III.
Le domaine de Compton est acquis vers 1440 par Richard Verney et prend par la suite le nom de « Compton Verney ». La famille Verney hérite du titre de baron Willoughby de Broke (en) au début du XVIIe siècle et détient le manoir de Compton Verney jusqu'en 1921, date à laquelle il est vendu par le dix-neuvième baron, Richard Verney (en).

## Démographie
Au recensement de 2011, la paroisse civile de Compton Verney comptait 119 habitants.
| 1801 | 1811 | 1821 | 1831 | 1841 | 1851 | 1881 |
| ---- | ---- | ---- | ---- | ---- | ---- | ---- |
| 49   | 45   | 37   | 56   | 34   | 48   | 80   |

| 1891 | 1901 | 1911 | 1921 | 1931 | 1951 | 1961 |
| ---- | ---- | ---- | ---- | ---- | ---- | ---- |
| 86   | 90   | 42   | 85   | 56   | 72   | 64   |

| 1971 | 1981 | 1991 | 2001 | 2011 | - | - |
| ---- | ---- | ---- | ---- | ---- | - | - |
| ?    | ?    | ?    | ?    | 119  | - | - |

## Culture locale et patrimoine

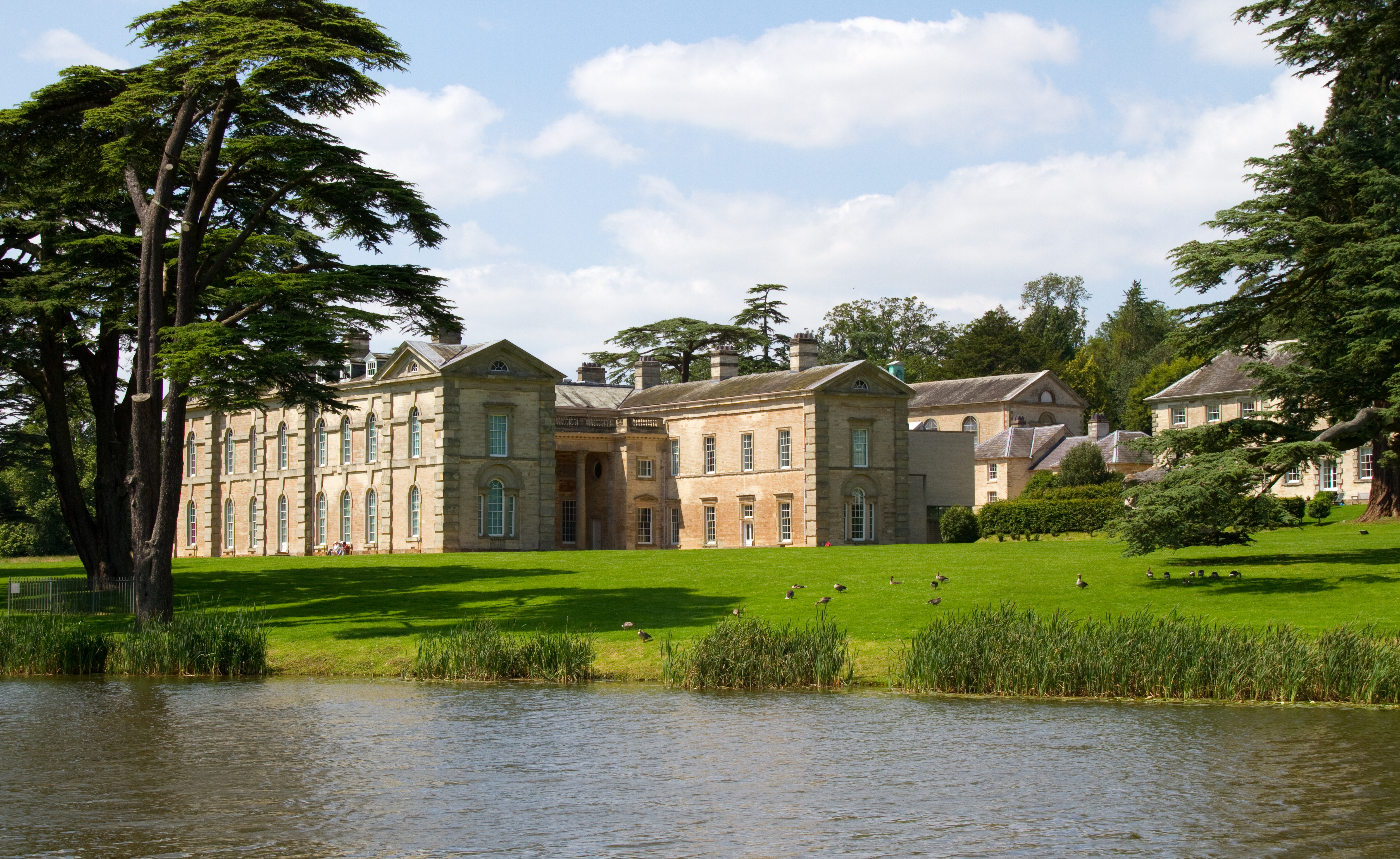
Compton Verney House.

Le manoir de Compton Verney House (en) est le siège de la famille Verney jusqu'au début du XXe siècle. Le bâtiment actuel remonte aux années 1710, ayant été reconstruit pour le douzième baron Willoughby de Broke, George Verney (en) (1659-1728). Le quatorzième baron, John Peyto-Verney (en) (1738-1816), fait appel à Robert Adam pour le redécorer et Capability Brown pour en redessiner les jardins. Le manoir constitue un monument classé de grade I depuis 1952. Il abrite depuis 2004 une galerie d'art, la Compton Verney Art Gallery (en).